# Горещи следи
„Горещи следи“ е български 4-сериен телевизионен игрален филм (криминален) от 1985 година на режисьора Васил Мирчев, по сценарий на Цветана Стоянова. Оператор е Христо Вълев. Музиката във филма е композирана от Вили Казасян.

## Серии
- 1. серия – 57 минути
- 2. серия – 61 минути
- 3. серия – 58 минути
- 4. серия – 64 минути

## Сюжет
Западен Берлин в началото на 80-те години. Екстремистка група извършва серия от атентати и банкови обири, а по следите ѝ е комисарят Мюлер. В България е заловен опасен член на групата, който е екстрадиран и предаден на немската полиция. Западната пропаганда насочва вниманието към евентуална българска следа в терористичните акции. За маша е използвана журналистката Клеър Спилбърг, която пристига в България, за да заснеме филм, представящ страната като международен терористичен център. Същевременно част от истинските терористи пристигат на почивка в курорта „Албена“, където след преследване са заловени от българските служби и предадени с неопровержими доказателства на комисар Мюлер. На път за телевизията, където се готви да направи скандални разкрития, колата му е взривена.

## Излъчване
Сериалът „Горещи следи“ е излъчен за първи път по Българската телевизия през март 1986 г. в рубриката „Студио Х“. През юли 2014 г. е показан отново по „БНТ Свят“.

## Актьорски състав
| Роли                               | Изпълнител         |
| ---------------------------------- | ------------------ |
| комисар Мюлер                      | Роман Вилхелми     |
| агентът на ЦРУ Хамилтън            | Кшищоф Хамиец      |
| Рита, бивша секретарка на Дитрих   | Анико Шафар        |
| терористът „Дългия“                | Аркадиуш Базак     |
| терористът Карл                    | Любен Чаталов      |
| терористът Ян                      | Шолингер Габор     |
| терористът Хенрих                  | Ян Енглерт         |
| г-жа Клеър Спилберг                | Отилия Борбат      |
| генерал Дамянов                    | Стойчо Мазгалов    |
| терористът Тил Майер               | Кольо Дончев       |
| Питър Флоренц, лидерът на опозията | Васил Попилиев     |
| Хелмут Дитрих                      | Ханс Улрих Лауфер  |
|                                    | Карл Шрасбург      |
|                                    | Цветана Янева      |
|                                    | Светлана Първанова |
|                                    | Досьо Досев        |
|                                    | Лъчезар Стоянов    |
|                                    | Юли Абаджиев       |
| агента                             | Иван Джамбазов     |
|                                    | Румен Димитров     |
|                                    | Стефан Илиев       |
|                                    | Войтек Дуриаж      |
|                                    | Леонард Патрашек   |
|                                    | Кристина Мирчева   |
|                                    | Васил Димитров     |
| майор Пеев                         | Радко Дишлиев      |
| полковник Първанов                 | Борис Луканов      |
|                                    | Кати Шир           |
|                                    | Здислав Тобиаш     |
|                                    | Георги Кодов       |
|                                    | Димитри Иванов     |
|                                    | Иван Гарелов       |